# Scarabaeus rotundigenus
Scarabaeus rotundigenus là một loài bọ cánh cứng trong họ Bọ hung (Scarabaeidae).